# کیجو
کیجو (انگلیسی: Keijō) منطقه اداری کره تحت حاکمیت ژاپن در طی استعمار ژاپن بر کره بود که با سئول کنونی، پایتخت کره جنوبی مطابقت دارد.